# HNRNPR
HNRNPR‏ (Heterogeneous nuclear ribonucleoprotein R) هوَ بروتين يُشَفر بواسطة جين HNRNPR في الإنسان.